# Wiktor Igorewitsch Budjanski
Wiktor Igorewitsch Budjanski (russisch Виктор Игоревич Будянский, wiss. Transliteration Viktor Igorevič Budjanskij) bzw. Wiktor Ihorowytsch Budjanskyj (ukrainisch Віктор Ігорович Будянський, wiss. Transliteration Viktor Ihorovyč Budjansʹkyj; * 12. Januar 1984 in Wowtschansk, Ukrainische SSR) ist ein ehemaliger russischer Fußballspieler.

## Karriere

### Verein
Budjanski wechselte zur Saison 2003/04 zum italienischen Rekordmeister Juventus Turin, jedoch vermochte er sich gegen die große Konkurrenz nicht durchzusetzen und kam nur zu zwei Einsätzen. Zur Saison 2004/05 ging der gebürtige Ukrainer dann zum Ligakonkurrenten Reggina Calcio, jedoch lief es hier auch nicht besser als bei der „Alten Dame“. Deshalb unterschrieb er am Ende der Saison beim Serie-B-Verein US Avellino; hier wurde Budjanski regelmäßig eingesetzt und konnte sein erstes Tor in Italien erzielen. Zur Saison 2006/07 wechselte er zu Ascoli Calcio und kehrte somit in die Serie A zurück. Doch nur ein Jahr später wechselte er zu Udinese Calcio. Dort absolvierte er bisher ein Spiel. Danach folgten zwei Leihfristen bei der US Lecce und beim FK Chimki. Im Juli 2011 endete sein Vertrag bei den Italienern.

### Nationalmannschaft
Nach guten Leistungen bei Ascoli Calcio debütierte Wiktor Budjanski am 2. Juni 2007 im Spiel gegen Andorra in der russischen Nationalmannschaft.

## Erfolge
- Italienischer Pokalfinalist: 2003/04